# Nos lendemains
Nos lendemains è il sesto album in studio della cantante canadese Isabelle Boulay, pubblicato nel 2008.

## Tracce
1. Dieu des amours – 2:54
2. Nos lendemains – 3:11
3. Ton histoire – 3:31
4. Où est ma vie? – 3:21
5. Ne me dis pas qu'il faut sourire – 3:20
6. Coucouroucoucou Paloma – 3:50
7. L'amour d'un homme – 3:13
8. Juste une étoile – 3:00
9. N'aimer que t'aimer – 3:59
10. Reviens, reviens, reviens – 3:01
11. L'appuntamento – 3:57
12. Je ne t'en veux pas – 3:41
13. Vouloir t'aimer – 3:58